# Alejandro Blanco
Alejandro Blanco Bravo (Orense, España, 9 de octubre de 1950) es un dirigente deportivo y exjudoca español, presidente del Comité Olímpico Español desde 2005. También presidió el Comité de la Candidatura de Madrid a los Juegos Olímpicos de 2020.

## Biografía
Licenciado en Ciencias Físicas por la Universidad de Valladolid, como deportista se desempeñó como judoca, deporte en el que es cinturón negro 7 Dan, entrenador y árbitro. Ha ocupado varios cargos directivos de este deporte como el de presidente de la Federación Castellano y Leonesa de Judo y D. A. de 1985 a 1993, año en el que pasa a la presidencia de la Real Federación Española de Judo y Deportes Asociados. Es primo del político José Blanco López y tío del artista Diego Blanco. 
Blanco es uno de los principales impulsores de la Confederación de Federaciones Deportivas Españolas (Cofede), que se creó en 2003. El 30 de septiembre de 2005, fue elegido presidente del Comité Olímpico Español (COE), siendo reelegido en 2009, 2013, 2017 y 2021.
El 8 de septiembre de 2011, se anunció que sería el presidente de la candidatura de Madrid para albergar los Juegos Olímpicos de 2020.
La ciudad de Madrid, que había obtenido la mejor nota por el COI para la candidatura de 2020, no consiguió superar la primera votación y fue superada por Estambul y Tokio, que ya había acogido unos Juegos Olímpicos en 1964.
También ha sido designado por el COI en numerosas ocasiones como mediador en Sudamérica para la resolución de conflictos entre los Comités Olímpicos Nacionales y sus respectivos Gobiernos, con el fin de alcanzar acuerdos satisfactorios para todas las partes. No hay que olvidar que el propio Thomas Bach, presidente del COI, ha elogiado el trabajo de Blanco al frente del deporte y el Movimiento Olímpico. Blanco también se ha mostrado como firme defensor de la independencia del Movimiento Olímpico y del deporte, tal y como se recoge en la Carta Olímpica, frente a las intromisiones políticas. Además, ha respaldado el papel privado de las Federaciones Deportivas Españolas y ha defendido la mayoría de veces la gestión de sus presidentes.

## Premios, reconocimientos y distinciones
- Medalla de Oro de la Real Orden del Mérito Deportivo, otorgada por el Consejo Superior de Deportes (2008)
- Medalla e Insignia de Oro y Diamantes de la Real Federación Española de Balonmano (RFEBM) (2023)[9]

| Predecesor: José María Echevarría y Arteche | Presidente del COE 2005-actual | Sucesor: En el cargo |